# Крочате
Крочате је насеље у Италији у округу Ена, региону Сицилија.
Према процени из 2011. у насељу је живело 505 становника. Насеље се налази на надморској висини од 732 м.